# Anisodes decussata
Anisodes decussata är en fjärilsart som beskrevs av Ulf Scheller och Jan Sepp 1855. Anisodes decussata ingår i släktet Anisodes och familjen mätare. Inga underarter finns listade i Catalogue of Life.